# Moteur BMC Série-A
Le moteur série-A est un moteur quatre cylindres en ligne, quatre temps, refroidi par eau, lancé en 1951 par la marque automobile Austin dans l'Austin A30, et produit jusqu'en 2000 dans la dernière Mini. Cette exceptionnelle longévité et son utilisation (dans des versions sans cesse améliorées) sur de nombreux modèles d'Austin, de BMC, du groupe British Leyland puis du Rover Group, en font l'un des moteurs les plus célèbres et les plus répandus de l'histoire automobile britannique.
Le modèle Série-A a également été produit sous licence, entre autres, par Nissan au Japon. Cette évolution renommée Nissan A, lancée en 1966, servit également de base à de nombreux blocs du constructeur japonais.

## Caractéristiques
L'« A-series » est le plus petit moteur jamais produit par Austin. Dans sa première version, il possède un bloc et une culasse en fonte et un vilebrequin en acier à 3 paliers. L'arbre à cames est logé dans le bloc, généralement entraîné par une seule chaîne, avec des poussoirs glissant dans le bloc, accessibles par des couvercles latéraux en tôle d'acier dans la plupart des cas, ou en tête. Les soupapes en tête sont entraînées par des culbuteurs. La culasse de la version à arbre à cames en tête, elle, fut conçue par un spécialiste de renom, Harry Weslake.
Bien qu'entièrement nouveau par rapport à ses prédécesseurs, le moteur Série-A hérite de certains traits de conception présents sur les précédents moteurs Austin (dont la culasse Weslake). On peut ainsi, par exemple, lui trouver des ressemblances avec le 1 200 cm3 apparu dans l'Austin A40 Devon, qui forma plus tard la base du moteur Série-B.
| Cylindrée | Alésage  | Course   | Rapport de compression | Carburateurs | Puissance     | à tr/min | Couple | à tr/min |
| --------- | -------- | -------- | ---------------------- | ------------ | ------------- | -------- | ------ | -------- |
| 803 cm3   | 58 mm    | 76,2 mm  | 7,5:1                  | un SU H2     | 30 ch (22 kW) | 5 000    | 62 N m | 2 700    |
| 848 cm3   | 62,9 mm  | 68,26 mm | 8,3:1                  | un SU HS2    | 33 ch (24 kW) | 5 500    | 60 N m | 2 900    |
| 948 cm3   | 62,9 mm  | 76,2 mm  | —                      | un SU HS2    | 37 ch (27 kW) | 4 750    | 68 N m | 2 500    |
| 970 cm3   | 70,6 mm  | 61,91 mm | —                      | deux SU HS2  | 65 ch (48 kW) | 6 500    | 75 N m | 3 500    |
| 997 cm3   | 62,43 mm | 81,28 mm | —                      | deux SU HS2  | 55 ch (40 kW) | 6 000    | 73 N m | 3 600    |
| 998 cm3   | 64,58 mm | 76,2 mm  | 8,3:1                  | un SU HS2    | 39 ch (29 kW) | 4 750    | 71 N m | 2 700    |
| 1 071 cm3 | 70,6 mm  | 68,26 mm | 8,5:1                  | deux SU HS2  | 70 ch (51 kW) | 6 000    | 84 N m | 4 500    |
| 1 098 cm3 | 64,58 mm | 83,72 mm | 8,5:1                  | un SU HS4    | 47 ch (35 kW) | 5 200    | 81 N m | 2 450    |
| 1 275 cm3 | 70,6 mm  | 81,28 mm | 8,8:1                  | un SU HS4    | 57 ch (42 kW) | 5 300    | 94 N m | 3 000    |

Tous les moteurs ont un bloc et une culasse en fonte et deux soupapes par cylindre. Une version diesel en fut également extrapolée pour les tracteurs BMC.

## Versions (cylindrées)

### 803
La version initiale du Série-A cubait 803 cm3 et fut utilisée dans l'Austin A30 et la Morris Minor. Il possède une longue course de 76,2 mm et un alésage plus réduit de 58 mm. Ce moteur fut produit entre 1952 et 1956.
Liste des utilisations :
- 1952-56 : Austin A30, 28 ch (21 kW) à 4 400 tr/min et 54 N m à 2 200 tr/min.
- 1952-56 : Morris Minor Série II, 30 ch (22 kW) à 4 800 tr/min et 54 N m à 2 400 tr/min

### 948
En 1956, la cylindrée du moteur fut majorée à 948 cm3 en portant l'alésage à 62,9 mm, avec conservation de la course originale de 76,2 mm. Cette évolution fut produite jusqu'en 1964.
Liste des utilisations :
- 1956-62 : Austin A35, 34 ch (25 kW) à 4 750 tr/min et 68 N m à 2 000 tr/min.
- 1956-62 : Morris Minor 1000, 37 ch (28 kW) , à 4 750 tr/min et 68 N m à 2 500 tr/min.
- 1958-61 : Austin A40 Farina, 34 ch (25 kW) à 4 750 tr/min et 68 N m à 2 000 tr/min.
- 1958-61 : Austin-Healey Sprite, 43 ch (32 kW) à 5 200 tr/min et 71 N m à 3 300 tr/min.
- 1961-62 : Austin A40 Farina MkII, 37 ch (28 kW) à 5 000 tr/min et 68 N m à 2 500 tr/min.
- 1961-64 : Austin-Healey Sprite MkII, 46 ch (34 kW) à 5 500 tr/min et 72 N m à 3 000 tr/min.
- 1961-64 : MG Midget, 46 ch (34 kW) à 5 500 tr/min et 72 N m à 3 000 tr/min

Une version diesel du 948 cm3 (produisant 16 ch (12 kW) à 2 500 tr/min et 52 N m de couple à 1 750 tr/min) a été produite pour le Mini-tracteur BMC. Ce moteur a des chemises sèches. Le bloc est presque identique à celui du moteur à essence. La pompe à huile a été retirée de l'arbre à cames et est entraînée par une extension de ce qui aurait été le distributeur. Une version essence de ce moteur en fut dérivée à son tour, également pour le Mini-tracteur, conservant des pièces communes avec la variante diesel, plutôt que d'utiliser moteur essence standard. Le Série-A diesel fut également vendu en tant que moteur de bateau par BMC aux côtés du diesel Série-B.

### 848

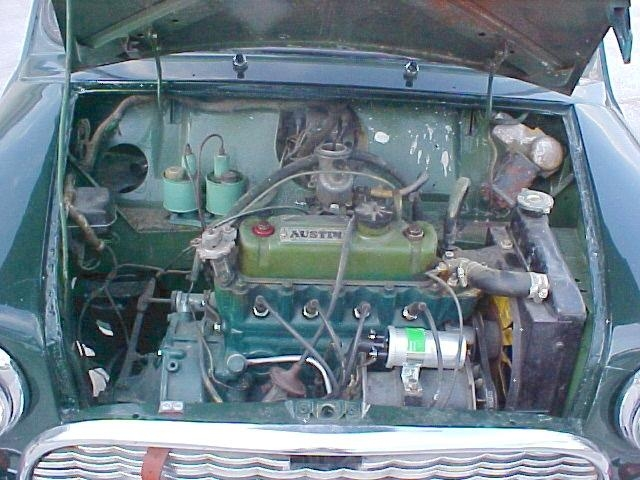
un moteur Série-A de 848 cm3 en 1963 dans une Austin Mini

En 1959, l'alésage de 62,9 mm (2.48) fut conservé pour la version 848 cm3 destinée à la Mini. Cette cylindrée fut atteinte en réduisant la course à 68,26 mm. Ce moteur fut produit jusqu'en 1980 pour la Mini, jusqu'à être supplantée par la version 998 A-Plus.
Liste des utilisations :
- 1959-69 : Austin Seven/Austin Baby/Austin Mini/Morris Mini Minor/Morris Mini, 34 ch (25 kW) à 5 500 tr/min et 60 N m à 2 900 tr/min.
- 1961-62 : Riley Elf (de)/Wolseley Hornet, 34 ch (25 kW) à 5 500 tr/min et 60 N m à 2 900 tr/min.
- 1963-68 : Austin A35 Fourgonnette, 34 ch (25 kW) à 5 500 tr/min et 60 N m à 2 900 tr/min.
- 1964-68 : Mini Moke, 34 ch (25 kW) à 5 500 tr/min et 60 N m à 2 900 tr/min.
- 1969-80 : Mini 850/City, 33 ch (25 kW) à 5 300 tr/min et 60 N m à 2 900 tr/min.

### 997
La version 997 cm3 de la Mini Cooper possède un petit alésage de 62,43 mm et une course plus longue, à 81,29 mm. Elle fut produite entre 1961 et 1964.
Utilisation :
- De 1961 à 1964 :  Austin/Morris Mini Cooper, 55 ch (41 kW) à 6 000 tr/min et 73 N m à 3 600 tr/min.

### 998
La Mini a également utilisé une version 998 cm3. Semblable au 948 dont il conservait la course (76,2 mm), il vit cependant son alésage légèrement augmenté, passant à 64,58 mm. Il fut produit de 1962 à 1992.
Liste des utilisations :
- 1962-69 : Riley Elf (de)/Wolseley Hornet, 38 ch (28 kW) à 5 250 tr/min et 71 N m à 2 700 tr/min.
- 1966-82 : Mini Moke, Australien Mokes.
- 1983-93 : Mini Moke, Portugais Mokes.
- 1964-69 : Austin/Morris/Innocenti Mini Cooper, 55 ch (41 kW) à 5 800 tr/min et 77 N m à 3 000 tr/min.
- 1967-80 : Austin/Morris Mini, 38 ch (28 kW) à 5 250 tr/min et 71 N m à 2 700 tr/min.
- 1969-75 : Mini Clubman, 38 ch (28 kW) à 5 250 tr/min et 71 N m à 2 700 tr/min.
- 1969-80 : Mini (automatique), 41 ch (31 kW) à 4 850 tr/min et 71 N m à 2 750 tr/min.

### 1098
La version 1.100 (1 098 cm3) fut développée pour les berlines BMC de taille supérieure à la Mini. Dérivée du 998 avec une course plus longue de 83,72 mm, elle fut produite entre 1962 et 1980.
Liste des utilisations :
- 1962–66 : Austin A35 fourgonnette, 48 ch (36 kW) à 5 100 tr/min et 81 N m à 2 500 tr/min.
- 1962–67 : Austin A40 Farina, 48 ch (36 kW) à 5 100 tr/min et 81 N m à 2 500 tr/min
- 1962–71 : Morris 1100/Morris Minor 1000, 48 ch (36 kW) à 5 100 tr/min et 81 N m à 2 500 tr/min
- 1962–68 : MG 1100, 55 ch (41 kW) à 5 500 tr/min et 83 N m à 2 500 tr/min
- 1962–64 : Austin-Healey Sprite MkII, 56 ch (42 kW) à 5 500 tr/min et 84 N m à 3 250 tr/min
- 1962–64 : MG Midget, 56 ch (42 kW) à 5 500 tr/min et 84 N m à 3 250 tr/min
- 1963–74 : Austin 1100, 48 ch (36 kW) à 5 100 tr/min et 81 N m à 2 500 tr/min
- 1963–67 : Vanden Plas Princess 1100, 55 ch (41 kW) à 5 500 tr/min et 83 N m à 2 500 tr/min
- 1964–66 : Austin-Healey Sprite MkIII, 59 ch (44 kW) à 5 750 tr/min et 88 N m à 3 500 tr/min
- 1964–66 : MG Midget MkII, 59 ch (44 kW) à 5 750 tr/min et 88 N m à 3 500 tr/min
- 1965–68 : Riley Kestrel/Wolseley 1100, 55 ch (41 kW) à 5 500 tr/min et 83 N m à 2 500 tr/min
- 1973–75 : Austin Allegro, 49 ch (37 kW) à 5 250 tr/min et 81 N m à 2 450 tr/min
- 1975–80 : Austin Allegro, 45 ch (34 kW) à 5 250 tr/min et 75 N m à 2 900 tr/min
- 1968–82 : Mini Moke (Australie seulement)
- 1969-1971 : Morris Mini 1100/Morris Mini K (Australie seulement)
- 1971-1975 : Morris Mini Clubman/Leyland Mini (Australie seulement)
- 1975–80 : Mini Clubman, 45 ch (34 kW) à 5 250 tr/min et 76 N m à 2 700 tr/min
- 1976–80 : Mini 1100 Spécial, 45 ch (34 kW) à 5 250 tr/min et 76 N m à 2 700 tr/min

### 1071
La version 1 071 cm3 est encore un modèle isolé, cette fois destiné à la Mini Cooper S. Il utilise un alésage inédit de 70,6 mm et la course de 68,26 mm du 848. Il fut uniquement produit en 1963-1964. Avec le 970 cm3, c'est la déclinaison la plus rare du Série-A  ; ce sont de plus ses seules versions supercarrées, c'est-à-dire à l'alésage supérieur à la course, architecture favorable aux hauts régimes et aux tempéraments sportifs.
Utilisation :
- 1963-1964 Austin/Morris Mini Cooper 1071 S, 70 ch (52 kW) à 6 000 tr/min et 84 N m à 4 500 tr/min

### 970
La Mini Cooper S reçut ensuite un A de 970 cm3 gardant le même alésage de 70,6 mm que le précédent 1071, mais avec une course courte de 61,91 mm. Il fut produit en 1964-1965 et est encore plus rare que son prédécesseur.
Utilisation :
- De 1964 à 1967 Austin/Morris Mini Cooper 970 S, 65 ch (48 kW) à 6 500 tr/min et 75 N m à 3 500 tr/min

### 1275
La plus grosse cylindrée atteinte par le moteur Série-A est 1,3 L (1 275 cm3) : alésage de 70,6 mm de la Mini Cooper S et course de 81,28 mm, comme sur la Mini Cooper. Produit de 1964 à 1980, il fut remplacé par une version A-Plus.
Liste des utilisations :
- 1964–71 Austin/Morris Mini Cooper S, 76 ch (57 kW) à 5 800 tr/min et 107 N m à 3 000 tr/min
- 1966–70 Austin-Healey Sprite MkIV, 65 ch (48 kW) à 6 000 tr/min et 98 N m à 3 000 tr/min
- 1966–74 MG Midget MkIII, 65 ch (48 kW) à 6 000 tr/min et 98 N m à 3 000 tr/min
- 1967–68 MG 1300/Wolseley 1300, 58 ch (43 kW) à 5 250 tr/min et 94 N m à 3 000 tr/min
- 1967–68 Riley Kestrel 1300, 58 ch (43 kW) à 5 250 tr/min et 94 N m à 3 000 tr/min
- 1967–68 Vanden Plas Princess 1300, 58 ch (43 kW) à 5 250 tr/min et 94 N m à 3 000 tr/min
- 1967–73 Morris 1300, 58 ch (43 kW) à 5 250 tr/min et 94 N m à 3 000 tr/min
- 1967–74 Austin 1300, 58 ch (43 kW) à 5 250 tr/min et 94 N m à 3 000 tr/min
- 1967 MG 1275/Riley 1275, 58 ch (43 kW) à 5 250 tr/min et 94 N m à 3 500 tr/min
- 1967 Wolseley 1275, 58 ch (43 kW) à 5 250 tr/min et 94 N m à 3 500 tr/min
- 1967 Vanden Plas Princess 1275, 58 ch (43 kW) à 5 250 tr/min et 94 N m à 3 500 tr/min
- 1968–69 Riley Kestrel 1300/Riley 1300, 70 ch (52 kW) à 6 000 tr/min et 104 N m à 3 000 tr/min
- 1968–71 Austin America (automatique), 60 ch (45 kW) à 5 250 tr/min et 94 N m à 2 500 tr/min
- 1968–73 Wolseley 1300 (manuelle), 65 ch (48 kW) à 5 750 tr/min et 96 N m à 3 000 tr/min
- 1968–73 MG 1300 MkII, 70 ch (52 kW) à 6 000 tr/min et 104 N m à 3 000 tr/min
- 1968–74 Vanden Plas Princess 1300 (manuelle), 65 ch (48 kW) à 5 750 tr/min et 96 N m à 3 000 tr/min
- 1968 MG 1300/Riley Kestrel 1300, 65 ch (48 kW) à 5 750 tr/min et 96 N m à 3 000 tr/min
- 1969–71 Morris 1300 GT, 70 ch (52 kW) à 6 000 tr/min et 100 N m à 3 250 tr/min
- 1971–82 Mini Moke Californian Australian only.
- 1969–74 Mini 1275 GT, 59 ch (44 kW) à 5 300 tr/min et 88 N m à 2 550 tr/min
- 1969–74 Austin 1300 GT, 70 ch (52 kW) à 6 000 tr/min et 100 N m à 3 250 tr/min
- 1971–80 Morris Marina, 60 ch (45 kW) à 5 250 tr/min et 94 N m à 2 500 tr/min
- 1971 Austin Sprite, 65 ch (48 kW) à 6 000 tr/min et 98 N m à 3 000 tr/min
- 1973–80 Austin Allegro, 59 ch (44 kW) à 5 300 tr/min et 94 N m à 3 000 tr/min
- 1974–80 Mini 1275GT, 54 ch (40 kW) à 5 300 tr/min et 88 N m à 2 550 tr/min

## Versions A-Plus
British Leyland a cherché à mettre à jour l'ancien modèle Série-A dans les années 1970. Cependant, les tentatives de remplacement, y compris le moteur Rover Série-K et une version arbres à cames en tête du Série-A, furent des échecs. Au cours de l'élaboration de ce qui allait devenir l'Austin Metro, les ingénieurs testèrent le Série-A comparé à ses plus modernes rivaux et constatèrent qu'il était toujours concurrentiel (et parfois même chef de file dans sa classe) du point de vue de l'économie de carburant et du couple pour sa taille. Alors que dans les années 1970, le Série-A semblait daté devant une nouvelle génération de moteurs à haut régime et à arbre à cames en tête, à la fin de la décennie, la nouvelle importance de l'économie et du couple élevé à basse vitesse montre que la conception est toujours bien en place vu la demande du marché.
Compte tenu de cela, et vu le manque de fonds pour développer une toute nouvelle série de moteur, il fut décidé de mettre à niveau le Série-A pour un coût de 30 millions £. Le résultat fut la série de moteurs « A-Plus ». Disponibles en 998 cm3 et 1 275 cm3, le Plus avait un bloc moteur et des bielles plus solides, des pistons plus légers et des  segments améliorés, un tendeur pour la chaîne de distribution et d'autres modifications de détail pour augmenter l'intervalle d'entretien du moteur (de 6 000 à 12 000 miles). Des carburateurs SU plus modernes et un collecteur de conception révisée permit de petites améliorations de puissance sans aucune diminution de couple ou d'économie de carburant. De nombreuses améliorations, apprises de la mise au point de la Cooper, furent également intégrées. Le moteur A-Plus eut généralement une norme de métallurgie plus élevée sur toutes les unités, où, auparavant, seul le moteur le plus mis au point fut mis à jour dans ce sens. De ce fait, les moteurs A-Plus eurent généralement une plus longue durée de vie que les Série-A, qui tenaient entre grandes reconstruction près de 80 000 à 100 000 milles en service normal. Des études ont été faites lors de la mise à niveau du moteur pour utiliser cinq paliers principaux pour le vilebrequin, mais le système à trois paliers avait fait ses preuves, même dans des mises au point élevées et à haut régime, de sorte qu'il n'a pas été jugé opportun d'envisager un financement supplémentaire.
Les nouveaux moteurs reçurent la marque distinctive 'A+' sur leurs cache-culbuteurs et leurs blocs furent peint de couleur différentes: jaune pour les moteurs de 998 cm3 et rouge pour les 1 275 cm3.
Pour permettre à la MG Metro de rivaliser avec les plus grandes et plus puissantes concurrentes sportives, une version turbo du 1 275 cm3 A-Plus fut développé avec l'aide de Lotus Engineering. Un turbocompresseur Garrett T3 fut couplé avec un unique carburateur SU et un système de carburant à régulation de pression automatique. Le bloc moteur, la culasse, les pistons, le vilebrequin et les soupapes sont tous dérivés depuis le moteur A-Plus de base. Le turbocompresseur fut équipé d'un système de contrôle en deux étapes qui permit de le stimuler à des vitesses moteur au-dessus de 4 000 tr/min - pour éviter d'endommager la boîte de vitesses à quatre rapports montée dans le carter, dont la conception remontait au début des années 1950, et ne pouvait pas faire face de manière fiable au couple de sortie du moteur Turbo à basse vitesse. La puissance annoncée pour le 1 275 cm3 A-Plus Turbo était de 94 chevaux bien que, dans la pratique, la valeur puisse varier d'une voiture à l'autre et, parce que le moteur n'a pas été équipé d'un intercooler, la puissance variait significativement en fonction de la météo. La MG Metro Turbo participa au British Touring car Championship en 1983 et 1984, avec des moteurs  produisant plus de 200 chevaux.

### 998 Plus
La version A-Plus de 998 cm3 fut produite entre 1980 et 1992.
Applications:
- 1980-82 Mini 1000/City/HL, 39 ch (29 kW) à 4 750 tr/min et 71 N m à 2 000 tr/min
- 1980-82 Austin Allegro, 44 ch (33 kW) à 5 250 tr/min et 71 N m à 3 000 tr/min
- 1980-90 Austin Metro, 41 ch (31 kW) à 5 400 tr/min et 69 N m à 2 700 tr/min
- 1982-88 Mini HLE/City E/Mayfair, 40 ch (30 kW) à 5 000 tr/min et 68 N m à 2 500 tr/min
- 1981-86 Austin Metro HLE, 46 ch (34 kW) et 71 N m
- 1988-92 Mini City/Mayfair, 42 ch (31 kW) à 5 250 tr/min et 79 N m à 2 600 tr/min

### 1275 Plus
Le moteur de 1,3 l (1 275 cm3) a également reçu le traitement "A-Plus". Il fut produit de 1980 à 2000, faisant de lui le dernier représentant de la Série-A.
Applications
- 1980–82 Austin Allegro 62 ch (46 kW) à 5 600 tr/min, 98 N m à 3 200 tr/min
- 1980–84 Morris Ital 61 ch (45 kW) à 5 300 tr/min, 94 N m à 2 950 tr/min
- 1980–90 Austin Metro 63 ch (47 kW) à 5 650 tr/min, 98 N m à 3 100 tr/min
- 1982–89 MG Metro 72 ch (54 kW) à 6 000 tr/min, 102 N m à 4 000 tr/min
- 1983–85 Austin Maestro HLE 64 ch (48 kW) à 5 500 tr/min, 99 N m à 3 500 tr/min
- 1983–93 Austin Maestro 68 ch (51 kW) à 5 800 tr/min, 102 N m à 3 500 tr/min
- 1984–89 Austin Montego 68 ch (51 kW) à 5 600 tr/min, 102 N m à 3 500 tr/min
- 1989–90 Austin Metro GTa 72 ch (54 kW) à 6 000 tr/min, 102 N m à 4 000 tr/min
- 1990–91 Mini Cooper 61 ch (45 kW) à 5 550 tr/min, 83 N m à 3 000 tr/min
- 1990–91 Mini Cooper S 78 ch (58 kW) à 6 000 tr/min, 106 N m à 3 250 tr/min
- 1991–96 Mini Cooper 1.3i/Cabriolet 63 ch (47 kW) à 5 700 tr/min, 95 N m à 3 900 tr/min
- 1991–96 Mini Cooper S 1.3i 77 ch (57 kW) à 5 800 tr/min, 110 N m à 3 000 tr/min
- 1992-96 Mini Sprite/Mayfair 50 ch (37 kW) à 5 000 tr/min, 89 N m à 2 600 tr/min

### 1275 Turbo
Les versions Turbo ont été produites entre 1983 et 1990.
Applications:
- 1983-89 MG Metro Turbo, 94 ch (70 kW) à 6 130 tr/min et 115 N m à 2 650 tr/min
- 1989-90 Mini ÈRA Turbo, 94 ch (70 kW) à 6 130 tr/min et 115 N m à 3 600 tr/min

### 1275 MPi
Une version spéciale "injection twin-port" du 1,3 L (1 275 cm3) fut développée par l'ingénieur Mike Theaker, de chez Rover. Il fut la dernière variante du Série-A, produite de 1997 à 2000.
Utilisation :
- 1997–2000 Rover Mini MPi 1.3i (TPi), 64 ch (47 kW) à 5 500 tr/min et 95 N m à 3 000 tr/min

John Cooper Garages
Pendant le réveil des Mini Cooper des années 1990, John Cooper Garages offrait un certain nombre de kits "Cooper S" et "Cooper Si" homologués et mis à jour à la norme Cooper S. Les conversions portaient la garantie Rover, et pouvaient être montées par tout revendeur Rover.
- S pack (carb) 77 ch (57 kW)
- 1er Es pack (Spi) 77 ch (57 kW)
- 2e Si pack (Spi) 82 ch (61 kW)
- 3e Si pack (Spi) 86 ch (64 kW)
- 1997 Si pack (Tpi) de 85 ch (63 kW) à 5 500 tr/min
- 1999 Si pack (Tpi) de 90 ch (67 kW) à 6 000 tr/min[1]